# Les Engrenages
Pour les articles homonymes, voir Engrenage (homonymie).
Les Engrenages est une série télévisée d'animation française destinée aux enfants, créée par Italo Bettiol et Stephano Lonati et diffusée à partir de septembre 1982 sur TF1 dans l'émission Le Village dans les nuages. Elle a été rediffusée en 1985 dans Salut les petits loups et en 1986-87 dans La Vie des Botes.

## Synopsis
« Le professeur Arkatamouss vit dans une maisonnette sur un gros rocher, il s'amuse à inventer des machines plus farfelues les unes que les autres à l'aide d'engrenages de formes diverses... Une petite souris squatte sa maisonnette, en fin d'histoire celle-ci croyant devoir sauver le professeur accourt toujours, et provoquant la panique chez les engrenages, cela est suivi de leur départ précipité ».

## Fiche technique
- Auteurs : Italo Bettiol et Stefano Lonati
- Animation : Italo Bettiol, Stephano Lonati, Eric Valin
- Montage : Françoise Bettiol
- Musiques et voix : Dominique Laurent
- Production : Bélokapi